# Elemento ultra-conservado
Um elemento ultra-conservado (abreviado na literatura como UCE, do inglês ultra-conserved element) é uma região de DNA que é idêntico em pelo menos duas espécies diferentes. Um dos primeiros estudos de UCEs mostraram que certos sequências de DNA humano de comprimento de 200 nucleotídeos ou maior foram inteiramente conservadas (sequência de ácido nucleico idêntica) em humanos, ratos e camundongos. Apesar de ser frequentemente DNA não codificante, alguns elementos ultra-conservados foram encontrados sendo transcricionalmente ativos, resultando em moléculas de RNA não codificante.

## Evolução
Conservação perfeita destes longos trechos de DNA é pensado como implicando em importância evolucionária como estas regiões parecem ter experimentado forte seleção negativa (purificação) por 300-400 milhões de anos.